# Pieratuć
Peretut (ryska: Перетуть) är ett vattendrag i Belarus.   Det ligger i voblasten Minsks voblast, i den centrala delen av landet, 60 km sydväst om huvudstaden Minsk.
Omgivningarna runt Peretut är en mosaik av jordbruksmark och naturlig växtlighet. Runt Peretut är det ganska glesbefolkat, med 24 invånare per kvadratkilometer.